# Guillermo de Brunswick-Luneburgo
Guillermo de Brunswick-Luneburgo (4 de julio de 1535-20 de agosto de 1592), llamado Guillermo el Joven (en alemán: Wilhelm der Jüngere), fue duque de Brunswick-Luneburgo y príncipe de Luneburgo desde 1559 hasta su muerte. Hasta 1569 gobernó junto a su hermano Enrique de Brunswick-Dannenberg.

## Vida
Era hijo del duque Ernesto I de Brunswick-Luneburgo y de Sofía de Mecklemburgo-Schwerin.
El 12 de octubre de 1561 se casó con Dorotea de Dinamarca (29 de junio de 1546-6 de enero de 1617), hija de Cristián III de Dinamarca y Dorotea de Sajonia-Lauenburgo. De su matrimonio nacieron los siguientes hijos:
1. Sofía (30 de octubre de 1563 - 1639), se casó con el margrave Jorge Federico de Brandeburgo-Ansbach
2. Ernesto (31 de diciembre de 1564 - 2 de marzo de 1611)
3. Isabel (19 de octubre de 1565 - 17 de julio de 1621), casada con Federico, Conde de Hohenlohe-Langenburg
4. Cristián (19 de noviembre de 1566 - 8 de noviembre de 1633)
5. Augusto (18 de noviembre de 1568 - 1 de octubre de 1636)
6. Dorotea (1 de enero de 1570 - 15 de agosto de 1649), casada con Carlos, conde palatino de Birkenfeld
7. Clara (16 de enero de 1571 - 18 de julio de 1658), se casó con Guillermo, conde de Schwarzburg-Blankenburg
8. Ana (22 de marzo de 1572 - 5 de febrero de 1601)
9. Margarita (6 de abril de 1573 - 7 de agosto de 1643), casada con Juan Casimiro de Sajonia-Coburgo
10. Federico (28 de agosto de 1574 - 10 de diciembre de 1648)
11. María (21 de octubre de 1575 - 8 de agosto de 1610)
12. Magnus (30 de agosto de 1577 - 10 de febrero de 1632)
13. Jorge (17 de febrero de 1582 - 12 de abril de 1641)
14. Juan (23 de junio de 1583 - 27 de noviembre de 1628)
15. Sibila (3 de junio de 1584 - 5 de agosto de 1652), casada con Julio Ernesto de Brunswick-Dannenberg

En 1582, Guillermo comenzó a sufrir ataques de locura. Estos ataques hicieron que su esposa le abandonara en 1584 por su propia seguridad.
Murió el 20 de agosto de 1592 a los 57 años. Guillermo el Joven fue enterrado en la cripta real en la Iglesia de Santa María de Celle. Después de la muerte de Guillermo, su viuda Dorotea utilizó el Palacio de Winsener desde 1593 como casa de campo. Después de su muerte, su esposa se convirtió en regente de su hijo Jorge.